# Ouve-Wirquin
Ouve-Wirquin è un comune francese di 544 abitanti situato nel dipartimento del Passo di Calais nella regione dell'Alta Francia.

## Società

### Evoluzione demografica
Abitanti censiti